# Pokémon ultrasol y Pokémon ultraluna
Pokémon ultrasol y Pokémon ultraluna (en inglés: Pokémon Ultra Sun & Ultra Moon), conocidos en Japón como Pocket Monsters Ultra Sun & Ultra Moon (ポケットモンスター ウルトラサン & ウルトラムーン  Poketto Monsutā Urutora San & Urutora Mūn?), son videojuegos disponibles para las consolas de la familia Nintendo 3DS, que fueron lanzados de forma mundial el 17 de noviembre de 2017. Fueron anunciados en el Pokémon Direct del día 6 de junio de 2017. Se trata de la continuación de la 7ª generación de la saga Pokémon, que fue iniciada en Pokémon Sol y Luna.
Son versiones superiores de la 7ª generación como Pokémon Amarillo, Pokémon Cristal, Pokémon Esmeralda y Pokémon Platino, en este caso de los videojuegos de Pokémon Sol y Luna. Cuentan con una historia con cambios sobre la base de Sol y Luna, nuevos Pokémon y lugares nunca vistos en las anteriores ediciones, Game Freak denominó estas ediciones como revisiones de Sol y Luna con un Ultra cambio.
Pokémon ultrasol y Pokémon ultraluna fueron los últimos videojuegos de la saga principal para la familia de consolas Nintendo 3DS; las siguientes entregas de la saga serían lanzadas en Nintendo Switch. El título posterior de la saga principal fue Pokémon Let's Go, Pikachu! y Let's Go, Eevee!.

## Novedades
En el Pokémon Direct del 6 de junio de 2017 se confirmó que es una historia alternativa en la misma región que los anteriores juegos. Posteriormente se demostró al lanzar un nuevo mapa de la región Alola el 18 de agosto de 2017. La trama girará en torno a los legendarios. El 15 de junio de 2017, la web japonesa de la película 20 del anime dice que habrá una nueva forma de Pikachu con gorra de Ash, concretamente la de esta película. Se recibirá cada vez que vaya alguien a ver esta película. En Japón se recibe con una tarjeta del juego de arcade Pokémon Ga-Olé, mientras que en Occidente, se recibirá con una carta de Pokémon Trading Card Game. A través de un programa de TV japonés, el 6 de agosto de 2017 se reveló también una nueva forma de la evolución de Rockruff, llamada Lycanroc Crepuscular, que se podrá obtener a través de evento desde el día de lanzamiento. También dijeron que esa forma la tendrá Ash Ketchum en el anime.
El 18 de agosto de 2017 revelaron desde GameInformer un nuevo modo para hacerte fotos con tus Pokémon haciendo poses de movimientos Z desde un sitio llamado Fotoclub de Alola, un nuevo movimiento Z exclusivo de Kommo-o desde el Pokémon World Championship de 2017 y el juguete de la Superpulsera Z publicado por Takara Tomy. El 5 de octubre de 2017 se reveló un nuevo tráiler  en el que son reveladas novedades en la historia del juego: la posibilidad de viajar a través del ultra-umbral con Solgaleo y Lunala y visitar las distintas dimensiones de todos los ultraentes, una nueva ciudad, Ultrópolis, a la que Necrozma ha robado la luz, una nueva organización llamada la Unidad Ultra y un nuevo ultraente, UE Viscoso.

## Diferencias conSol y Luna
- La misma historia que las ediciones Sol y Luna, pero con cambios relacionados con el Pokémon legendario Necrozma y la Unidad Ultra.

- Nuevas zonas a lo largo de la región de Alola, nuevos edificios, playas y lugares que antes no existían en esta.

- Nueva ropa y peinados disponibles.

- Nuevas formas de Pokémon como Lycanroc, Pikachu o Necrozma.

- Cambios en las pruebas principales de la región y la inclusión de una nueva prueba de tipo Hada.

- Nuevas formas de interactuar con la Rotomdex.

- Los Pokémon que no has visto aún son analizados por la Pokédex durante el combate, por primera vez en la saga.

- Posibilidad de surfear para viajar de isla en isla por Alola encima de un Mantine.

- El Fotoclub de Alola en el que podrás realizar fotografías y montajes junto a tus Pokémon.

- Las dominsignias, recolectables gracias a lo que puedes hacerte con un Pokémon Dominante.

- Nuevos movimientos Z exclusivos, como los de Kommo-o, Necrozma o Mimikyu.

- Posibilidad de viajar a través de los Ultraumbrales por distintas dimensiones montándote en Solgaleo o Lunala.

- Poder viajar al "Ultraespacio" de cada Ultraente.

- Pokémon legendarios como Mewtwo, Rayquaza o Giratina, entre otros, podrán atraparse tras completar la aventura principal.

- Pokédex de Alola expandida con nuevos Pokémon de otras regiones que no aparecían antes y otros completamente nuevos.

- El tutor de movimientos estará disponibles.

- Varios nuevos Ultraentes como Poipole (UE Viscoso) aparecerán durante esta nueva aventura.

- El Team Rocket aparece en esta nueva edición formando el Team Rainbow Rocket, con un episodio especial durante el postgame.

- La Agencia de Combate en la que podrás combatir usando Pokémon prestados.

- Nuevos y numerosos eventos en la región de Alola se activarán durante el postgame .

- Un nuevo Pokémon singular, Zeraora.

## Recepción
Pokémon Ultrasol y Ultraluna han tenido una muy grata recepción crítica de forma mundial, ambos juegos han recibido en su mayoría notas sobresalientes. Las notas hablan de una versión más completa y perfecta del que ya aclamaban como "el mejor juego de la saga Pokémon". Eurogamer recomienda los juegos y afirma que «Si Ultrasol y Ultraluna fuesen el final de Pokémon, serían un cierre más que digno», destacando también su aumento de dificultad, calificándolo como el juego más difícil de la saga «este juego tiene una dificultad considerablemente elevada en comparación a la de sus predecesores. Es más difícil que Sol y Luna, e infinitamente más complicado que cualquiera de las entregas previas a estas». IGN lo califica como increíble, el juego más completo de Pokémon en Nintendo 3DS. GameSpot habla, en cambio, de añadidos en la historia que complican demasiado la original, de un comienzo lento y de pocos cambios en la trama con respecto a los juegos originales hasta acercarse final de esta, aunque también habla de gratas novedades y giros en la trama que nos sorprenderán. Las críticas, en general, han sido muy buenas para una versión superior de un juego de Pokémon, hablando de un juego que se construye sobre las bases de otro juego que ya de por sí es muy bueno.

### Ventas
Se trata de las ediciones superiores de un juego de la saga que más copias han vendido en Japón, con más de 1 millón de ventas en tan sólo 2 días. Además, ambos juegos debutaron en los primeros puestos de las listas semanales de ventas en Reino Unido. En enero de 2018, los juegos ya habían vendido más de 2 millones de copias sólo en Japón. El resultado de las ventas de ambos juegos fue mayor que lo que tuvieron otras reediciones de la saga, como Pokémon Platino o Pokémon Esmeralda. En los resultados financieros de diciembre de 2017, Nintendo reveló que los juegos habían venido más de 7.17 millones de copias en todo el mundo en menos de dos meses. Siendo un verdadero éxito en ventas, considerando que se trata de una edición superior de un juego de la saga.